# ABN AMRO
Die ABN AMRO Bank N.V., Amsterdam, ist eine niederländische Bank, die 1991 durch die Fusion der beiden Kreditinstitute ABN und AMRO entstand. Am 1. Juli 2010 entstand die heutige Struktur der Bank durch die Fusion der ABN AMRO Bank N.V. mit der Fortis Bank (Nederland) N.V., wobei die neue kombinierte Bank als ABN AMRO Bank N.V. firmiert. ABN AMRO gehörte nach der Finanzkrise zu 100 % dem niederländischen Staat. 2015 brachte die Regierung knapp ein Viertel der Anteile am Unternehmen an die Börse; nach achtjähriger Pause wurden die Aktien seit dem 20. November 2015 wieder an der Amsterdamer Börse notiert. In den folgenden Jahren verkaufte die Regierung sukzessive weitere Anteile.

## Geschichte

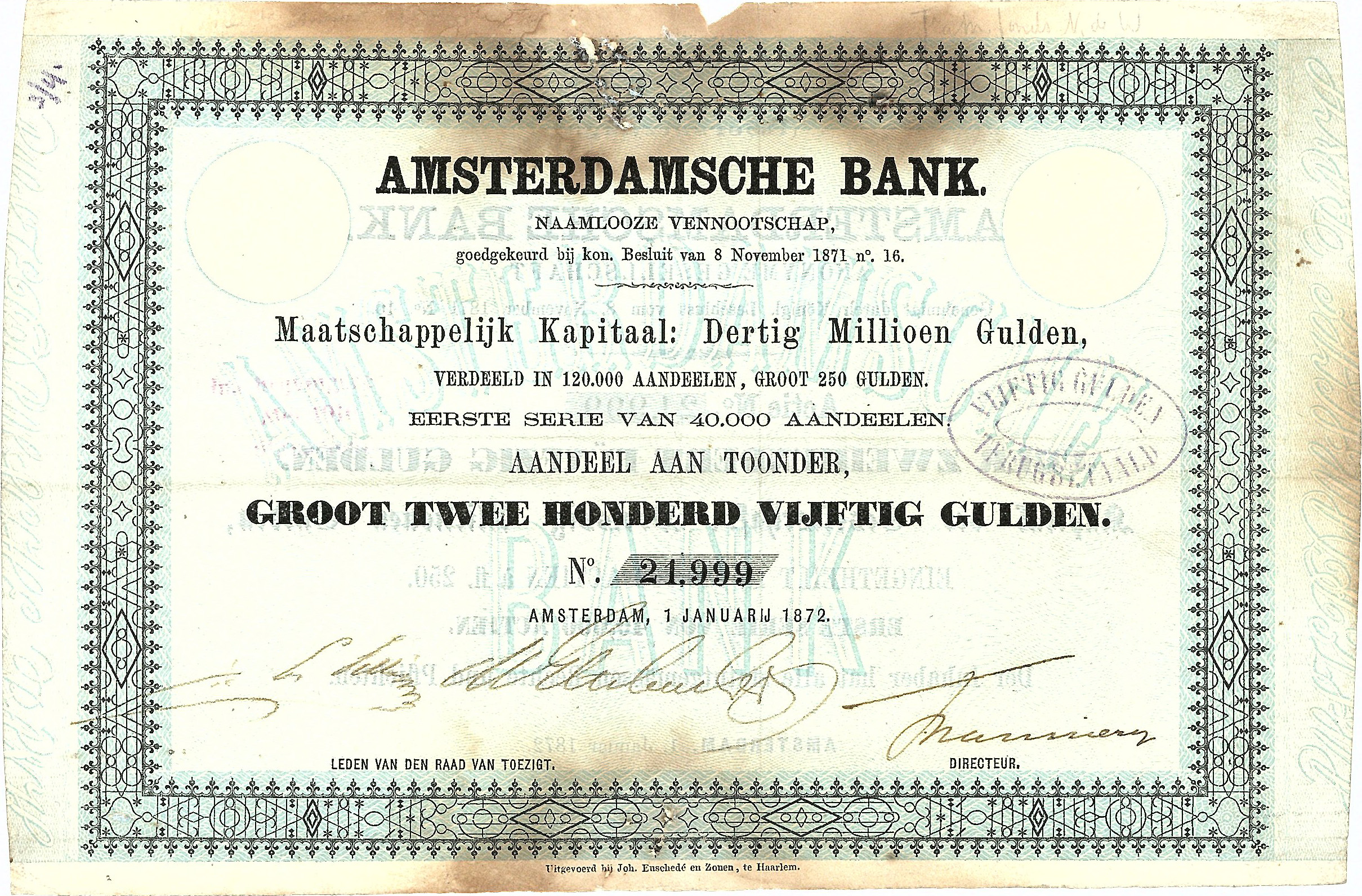
Gründeraktie der Amsterdamsche Bank über 250 Gulden, ausgegeben am 1. Januar 1872. Nach der Fusion im Jahr 1964 mit der Rotterdamsche Bank entstand die größte Bank der Niederlande, die Amsterdam-Rotterdamsche Bank (Amro Bank), mit Sitz in Amsterdam.

Die Bank hat eine lange Geschichte von Fusionen und Zusammenschlüssen hinter sich. Auf Fortis-Seite gehen die Anfänge bis auf R. Mees & Zoonen zurück, deren Ursprünge im Jahr 1720 liegen. Die ursprüngliche ABN AMRO wurde 1991 mit der Fusion der Algemene Bank Nederland (ABN) und der Amsterdam-Rotterdam Bank (AMRO) gegründet. Die ABN selbst ist 1964 aus einem Zusammenschluss der Nederlandsche Handel-Maatschappij (gegründet 1824) und der Twentsche Bank (gegr. 1861) entstanden, die AMRO ebenfalls 1964 durch Fusion der Rotterdamsche Bank (gegr. 1863) und der Amsterdamsche Bank (gegr. 1871). 2007 war dann ABN AMRO die zweitgrößte Bank der Niederlande und die achtgrößte Europas (nach Bilanzsumme) mit Aktivitäten in 63 Ländern und über 110.000 Mitarbeitern. Das Magazin The Banker und die Fortune Global 500 listeten die ABN AMRO auf Platz 15 der weltweit größten Banken.

## Übernahme durch RBS, Fortis und Santander
Im April 2007 wurde bekannt, dass die Royal Bank of Scotland (RBS), der belgisch-niederländische Allfinanzkonzern Fortis und die spanische Banco Santander die ABN AMRO unter sich aufteilen wollten. Analysten schätzten den Wert der geplanten Transaktion auf rund 65 Milliarden Euro. RBS war vor allem an der US-Tochter und am Investment-Banking interessiert. Santander wollte das Geschäft in Brasilien und Italien übernehmen und Fortis das niederländische Privatkundengeschäft und die Vermögensverwaltung kaufen. Hingegen favorisierte die Geschäftsleitung von ABN AMRO eine Fusion mit der britischen Barclays Bank. Am 23. April 2007 gaben Barclays und ABN AMRO bekannt, sich auf eine einvernehmliche Übernahme der niederländischen Bank geeinigt zu haben. Der Kaufpreis sollte bei 70 Milliarden Euro liegen und zum Großteil durch den Tausch von Barclays-Aktien vollzogen werden.

### Auslöser
Im Februar 2007 gelangte die Bank durch Forderung des an ihr beteiligten Hedgefonds TCI in die Schlagzeilen, da dieser eine Ergebnisverbesserung forderte. Diese sollte nach Meinung von TCI durch ein sofortiges, temporäres Ende der Akquisitionen sowie durch den Verkauf unrentabler Geschäftssparten erreicht werden.

### Streit um die LaSalle Bank
Kurz nachdem die geplante Übernahme gemeldet wurde, teilte ein Sprecher von Barclays zudem mit, dass man die US-amerikanische Tochter LaSalle Bank Corporation von ABN AMRO für 15,5 Milliarden Euro an die Bank of America verkaufen werde. Dieser Vorgang wurde als abwehrende Giftpille des ABN AMRO Vorstandes gegen die feindliche Übernahme verstanden, da die Royal Bank of Scotland insbesondere an diesem Tochterunternehmen interessiert war.
Am 26. April wurde eine außerordentliche ABN AMRO Hauptversammlung der Aktionäre einberufen. Es wurde beschlossen, dass ABN AMRO verkauft oder zerschlagen werden soll und hierzu auch das Übernahmeangebot von Santander, Fortis und RBS berücksichtigt werden soll. Dementsprechend akzeptierte die Hauptversammlung auch nicht die überraschende Veräußerung der LaSalle Bank an die Bank of America, welche diesen Aktionärswillen konterkarierte. Wortführend unter den Aktionären war wiederum der Hedgefonds TCI.
Am 27. April 2007 kündigte die niederländische Aktionärsvereinigung VEB Klage gegen den Verkauf der LaSalle an. Ein niederländisches Handelsgericht stoppte daraufhin den Verkauf. Das Gericht sah das Interesse der Aktionäre auf einen besseren Erlös aus dem Verkauf der gesamten ABN AMRO als höher an, als das Recht der Unternehmensleitung, eigenständig ein einzelnes Tochterunternehmen zu verkaufen und somit Kaufinteressenten abzuschrecken.
Hiergegen klagte die Bank of America am 15. Mai 2007 am obersten Gerichtshof der Niederlande.
Am 29. Mai 2007 legt das RBS-Konsortium den ABN AMRO-Aktionären ein 71 Milliarden Euro-Angebot für ABN AMRO, ausdrücklich inklusive der LaSalle Bank, vor. Am 13. Juli 2007 gewann dann die Bank of America ihre Klage um den LaSalle-Verkauf. Der Vorstand der ABN AMRO benötige für den Verkauf keine Erlaubnis ihrer Aktionäre, entschied im Ergebnis der Gerichtshof. Am 1. Oktober 2007 wurde der Verkauf der LaSalle Bank an die Bank of America offiziell vollzogen.

### Barclays unterliegt
Trotz des Verkaufs der LaSalle Bank verbesserte das RBS-Konsortium am 16. Juli 2007 sein Angebot, indem es den Baranteil der Kaufpreis-Offerte (71 Milliarden Euro) von 73 % auf 90 % erhöhte. Dieses Angebot war bis zum 5. Oktober 2007 befristet.
Am 6. August 2007 bekräftigte Barclays lediglich ihr Kaufangebot vom April 2007. Dieses bestand zum Großteil aus einem Aktientausch. Da der Kurs der Barclays Aktie in diesem Zeitraum um 14 % fiel, war es faktisch niedriger als die Offerte vom April. Der überwiegende Anteil der Aktionäre stimmte sodann dem Angebot des Bieterkonsortiums zu. Ende Oktober gab das Konsortium bekannt, dass ihm 95 % aller Anteile gehören.
Im Oktober 2007 wurde ABN AMRO als Objekt der bis dahin größten Bankenübernahme von dem Bankentrio (Royal Bank of Scotland, Banco Santander und Fortis) übernommen. Die übernehmenden Banken teilten die weltweiten Aktivitäten hauptsächlich nach geografischen Gesichtspunkten untereinander auf. Heute wird der Name ABN AMRO als Marke und Unternehmensbezeichnung für Tochtergesellschaften von allen drei Banken weiterhin benutzt.
Der ABN AMRO-Vorstandsvorsitzende Rijkman Groenink gab am 10. Oktober 2007 bekannt, sein Amt niederzulegen. Als sein Nachfolger wurde Mark Fisher, Mitglied des Vorstandes der RBS, nominiert.

## Fusion mit Fortis
Mit der Fusion der verstaatlichten ABN AMRO und der ebenfalls verstaatlichten Fortis Bank Niederlande ging die Zeit der unselbständigen Existenz für ABN AMRO zu Ende, die mit der größten Übernahme in der Bankgeschichte 2007 begann. Gut drei Jahre nachdem ein Konsortium aus der britischen Royal Bank of Scotland (RBS), der spanischen Santander und der niederländisch-belgischen Fortis die ABN AMRO übernahmen, wurde am 1. Juni 2010 ein neues Institut geschaffen. Es besteht nun aus den Teilen der ABN AMRO, die Fortis übernommen hat, und den niederländischen sowie Teilen der internationalen Bankaktivitäten von Fortis selbst. Vorerst als Staatsbank soll neben der ING und der genossenschaftlichen Rabobank ein drittes großes Bankeninstitut des Landes geformt und später (geplant 2011) an die Börse gebracht werden. Aufbauen oder erweitern will die neue ABN AMRO ihr Unternehmenskunden- und internationales Geschäft, da dieses zum größten Teil an RBS und Santander gewandert war. Die Ratingagentur Moody’s bescheinigt dem neu gebildeten Institut ABN AMRO im Juli 2010 einen ausbalancierten Mix aus Privat- und Unternehmenskundengeschäft, eine starke Kapitalbasis sowie ein niedriges Risikoprofil. Herausforderungen seien jedoch die hohen Kosten der Fusion und die aktuell niedrige Profitabilität der Bank.

### Chronik der Fusion
September 2008: Fortis muss mit über elf Mrd. Euro von Belgien, Niederlande und Luxemburg gerettet werden. Die Staaten übernehmen 49 Prozent an den Fortisbanken in ihrem Land.
Oktober 2008: Der niederländische Staat übernimmt das Banken- und Versicherungsgeschäft von Fortis in den Niederlanden und den Fortis-Anteil an ABN AMRO für 16,8 Mrd. Euro.
Oktober 2008: Nachdem der niederländische Staat den niederländischen Bereich der ABN AMRO übernommen hat, erfolgte eine Aufsplittung der Bereiche. Dabei werden die ABN AMRO II N.V. und die The Royal Bank of Scotland N.V. gebildet.
November 2008: Die niederländische Regierung gibt bekannt, die Versicherungen von Fortis zu verkaufen und die fusionierte Bank aus ABN AMRO und Fortis Niederlande 2011 an die Börse zu bringen.
Mai 2009: ABN AMRO verkündet, im Zuge der Integration 4.000 bis 5.000 Stellen zu streichen.
Juni 2009: Der niederländische Staat stützt ABN AMRO mit 2,6 Milliarden Euro.
November 2009: Der niederländische Staat stützt ABN AMRO mit weiteren 3 Mrd. Euro.
Februar 2010: Die durch The Royal Bank of Scotland übernommenen Teile werden formal von ABN AMRO getrennt.
Juli 2010: Die ABN AMRO Bank und Fortis Bank (Nederland) fusionieren zur ABN AMRO Bank.

## Kennzahlen
Gemessen am Kernkapital von 31,2 Milliarden Dollar hatte die Bank 2006
- Rang 3 in den Niederlanden (nach der Rabobank und der ING Groep),
- Rang 13 in Europa bzw.
- Rang 24 weltweit inne. (Quelle: The Banker; Stichtag 31. Dezember 2006)

An der Bilanzsumme von 1.300 Milliarden US-Dollar gemessen hatte die Bank 2006
- Rang 1 in den Niederlanden,
- Rang 8 in Europa bzw.
- Rang 12 weltweit inne.[24]

## Tochtergesellschaften

### Niederlande

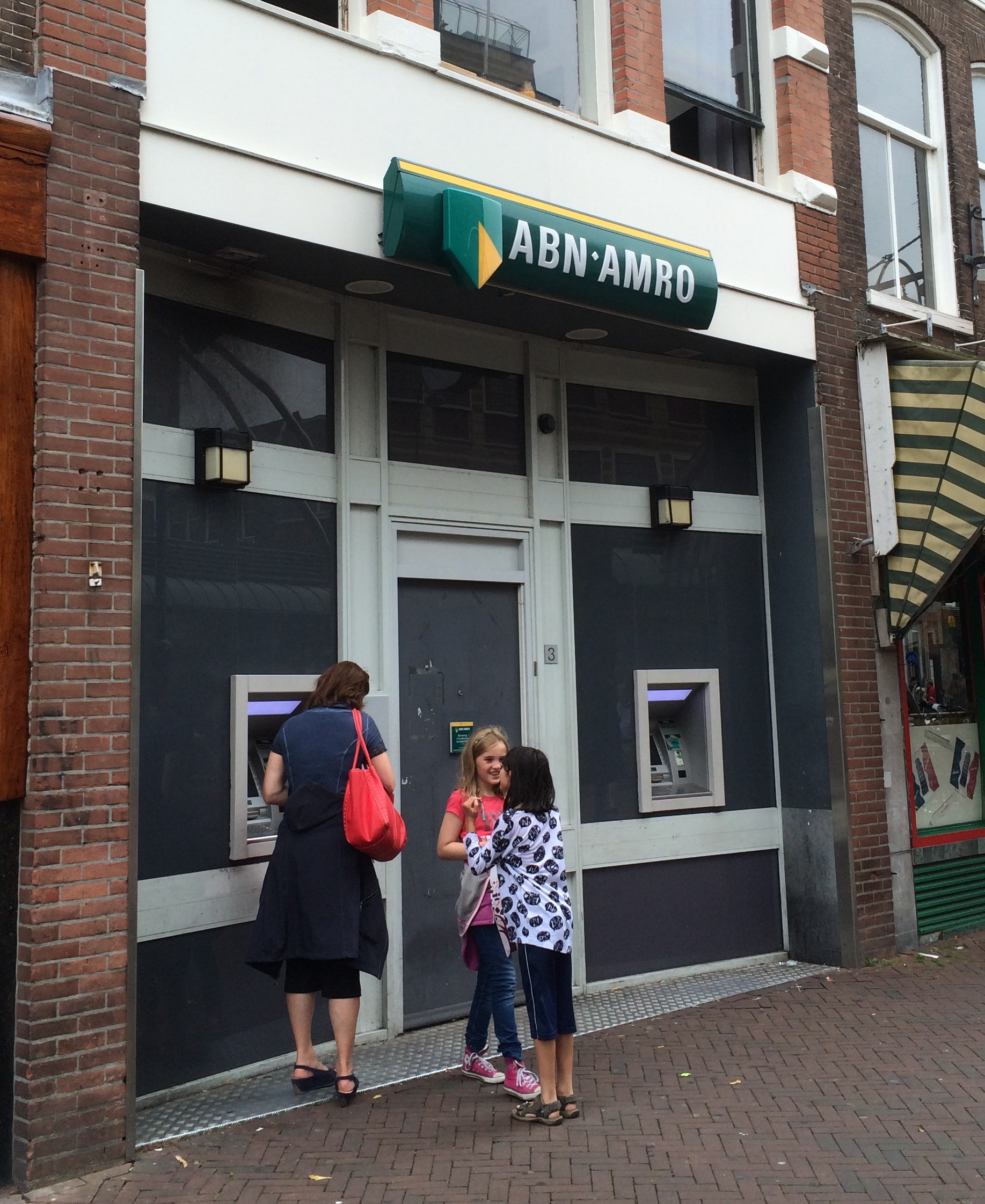
ABN Amro Geldautomat in Haarlem

Anfang Oktober 2008 und im Rahmen der Finanzkrise ab 2007 ist der niederländische Teil inklusive der Muttergesellschaft Fortis Bank Nederland NV in niederländischen Staatsbesitz übergegangen. Der Unternehmensname (Firma) ABN AMRO wird als Name der niederländischen Bankfilialen von Fortis und ABN AMRO weiter geführt.
Die ABN AMRO Niederlande hat über 20.000 Beschäftigte in den Niederlanden mit über 4 Millionen Privat- und über 0,37 Millionen Geschäftskunden in 510 Bankfilialen und 77 Geschäftskundenfilialen. Sie verwaltet ein Vermögen von 187 Milliarden Euro und ist in 17 Ländern aktiv.
Die ABN AMRO hat Ende September 2009 einen Antrag auf Aufsplittung der Geschäftsbereiche gestellt. So soll der niederländische Bereich bis Ende 2009 aus der ABN AMRO herausgelöst und mit der Fortis Bank Nederlands vereinigt werden.
Die ABN AMRO Niederlande bekam im Juni 2009 eine Finanzspritze von 2,4 Milliarden Euro und Ende November 2009 nochmals 4,4 Milliarden Euro vom niederländischen Staat.

### USA
Die LaSalle Bank Corporation (Chicago) war ein bedeutendes US-Tochterunternehmen der ABN AMRO. Diese war 2007 neben der J.P. Morgan Chase die größte Bank im Retailgeschäft im Mittleren Westen der USA. Für etwa 15 Milliarden Euro wurde die LaSalle Bank Corporation am 1. Oktober 2007 an die Bank of America verkauft.
Wichtige Tochterunternehmen der LaSalle Bank Corporation sind die LaSalle Bank und die LaSalle Bank Midwest. Bereits 1979 wurde die LaSalle Bank von der damaligen Algemene Bank Nederland (ABN) akquiriert. Der Kauf der LaSalle Bank Midwest am 1. Mai 1997 war die größte Akquise in der ABN AMRO Unternehmensgeschichte.

### Brasilien
Der zweite ausländische Hauptgeschäftssitz der Bank lag in Brasilien mit dem 1998 erworbenen Tochterunternehmen Banco Real in Brasilien. 2003 wurde zudem die Bank Sudameris erworben, eine gleichwertige Bank im brasilianischen Markt.
Im Rahmen der Zerschlagung der ABN AMRO wurden die Unternehmen der spanischen Banco Santander überlassen.

### Italien
Die Bank Antonveneta wurde von der ABN AMRO im Jahr 2005 erworben. Der Verkauf war von einem nationalen Skandal (Bancopoli) begleitet. Dieser führte zum Rücktritt des Präsidenten der italienischen Notenbank Banca d’Italia Herr Antonio Fazio.
Im Zuge der Aufspaltung der ABN AMRO ging die Banca Antonveneta im Oktober 2007 für 6,6 Milliarden Euro an die Banco Santander über. Antonveneta wurde bereits einen Monat später für 9 Milliarden Euro weiter veräußert. Käufer war die italienische Banca Monte dei Paschi di Siena.

### Deutschland

Ehemaliges Logo von Moneyou

In Deutschland ist ABN AMRO seit 1970 mit Filialen vertreten. 1981 erwarb die AMRO Bank die Aktienmehrheit an der Handels- und Privatbank und führte diese seit 1986 als AMRO Handelsbank AG. 2003 wurde die Delbrück Bethmann Maffei AG (inzwischen Bethmann Bank) als deutsche Tochtergesellschaft aus den neu erworbenen Banken Bethmann-Bank, Maffei-Bank und Delbrück & Co gebildet und 2011 in Bethmann Bank umbenannt.
Im Juli 2011 startete ABN AMRO mit der Marke Moneyou (zunächst in der Schreibung „MoneYou“) ein Onlinebanking-Angebot für Tages- und Festgeldeinlagen in Deutschland, das später um ein Smartphone-basiertes, verzinstes Girokonto namens Moneyou Go erweitert wurde. Im August 2020 gab Moneyou bekannt, dass die ABN AMRO Bank sämtliche Moneyou-Aktivitäten im Laufe des Jahres 2021 einstellen wird. Als Grund werden die anhaltend niedrigen Marktzinsen genannt.
Im Jahr 2022 übernahm die ABN AMRO als 100%ige Tochter die Bethmann Bank mit Sitz in Frankfurt am Main. Im Mai 2024 gab die ABN Amro den Abschluss eines Kaufvertrages über alle Anteile der Hauck Aufhäuser Lampe Privatbank bekannt.

## Kritik
Wegen eines Geldwäscheskandals wurde im April 2021 gegen die Bank eine Strafe von fast einer halbe Milliarde Euro verhängt. Gegen einige hochrangige Bankmanager wird immer noch ermittelt. Staatsanwaltliche Ermittlungen in den Niederlanden im September 2019 ergaben, dass Konten, die an Geldwäsche beteiligt waren, nicht erkannt und Beziehungen zu verdächtigen Kunden von ABN AMRO nicht beendet wurden. Auch seien verdächtige Transaktionen nicht den zuständigen Behörden gemeldet worden.

## Sonstiges
Der Bankname wird nicht teilweise in Kleinbuchstaben, sondern vollständig in Großbuchstaben geschrieben, da es sich um eine Abkürzung, nicht um einen Eigennamen handelt.
Die Zentrale befindet sich im Amsterdamer Hochhausviertel Zuidas. Das Hochhaus stellt mit 105 m das sechsthöchste Gebäude Amsterdams dar und wurde 1999 eröffnet.
Einen sehr hohen Bekanntheitsgrad erreicht die Bank durch das langjährige Trikot-Sponsoring des niederländischen Spitzenvereins Ajax Amsterdam.
Die Bank sponsert auch die Euro Hockey League.